# Coenotephria pseudohalia
Coenotephria pseudohalia là một loài bướm đêm trong họ Geometridae.